# 230736 Jalyhome
230736 Jalyhome este un asteroid din centura principală de asteroizi.

## Descriere
230736 Jalyhome este un asteroid din centura principală de asteroizi. A fost descoperit pe 18 noiembrie 2003 la Begues la Observatorul Begues. Asteroidul prezintă o orbită caracterizată de o semiaxă mare de 3,00 ua, o excentricitate de 0,08 și o înclinație de 11,1° în raport cu ecliptica.